# Silagem

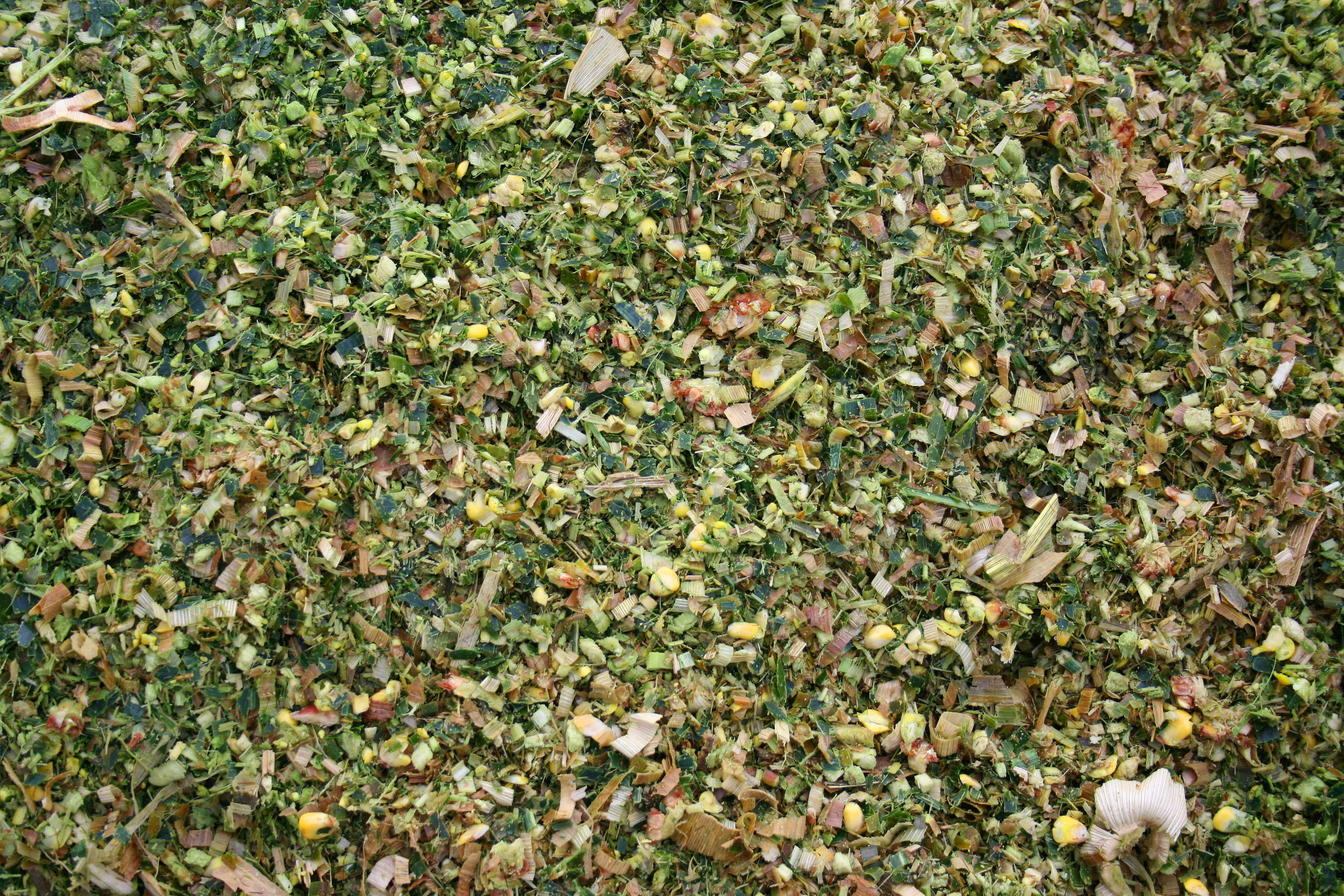
Milho forrageiro picado e compactado no início do processo de ensilagem.

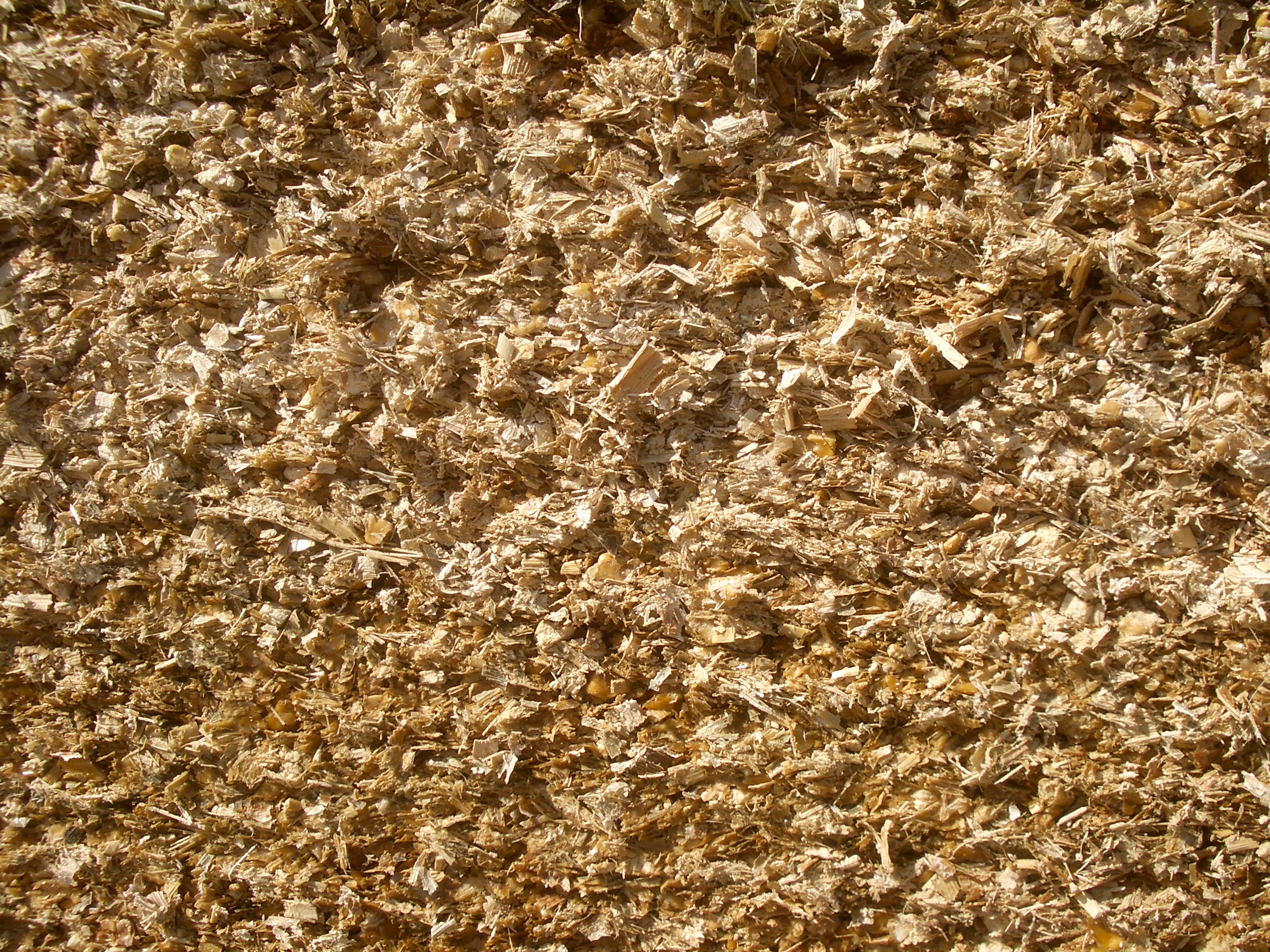
Silagem de milho forrageiro pronta para uso.

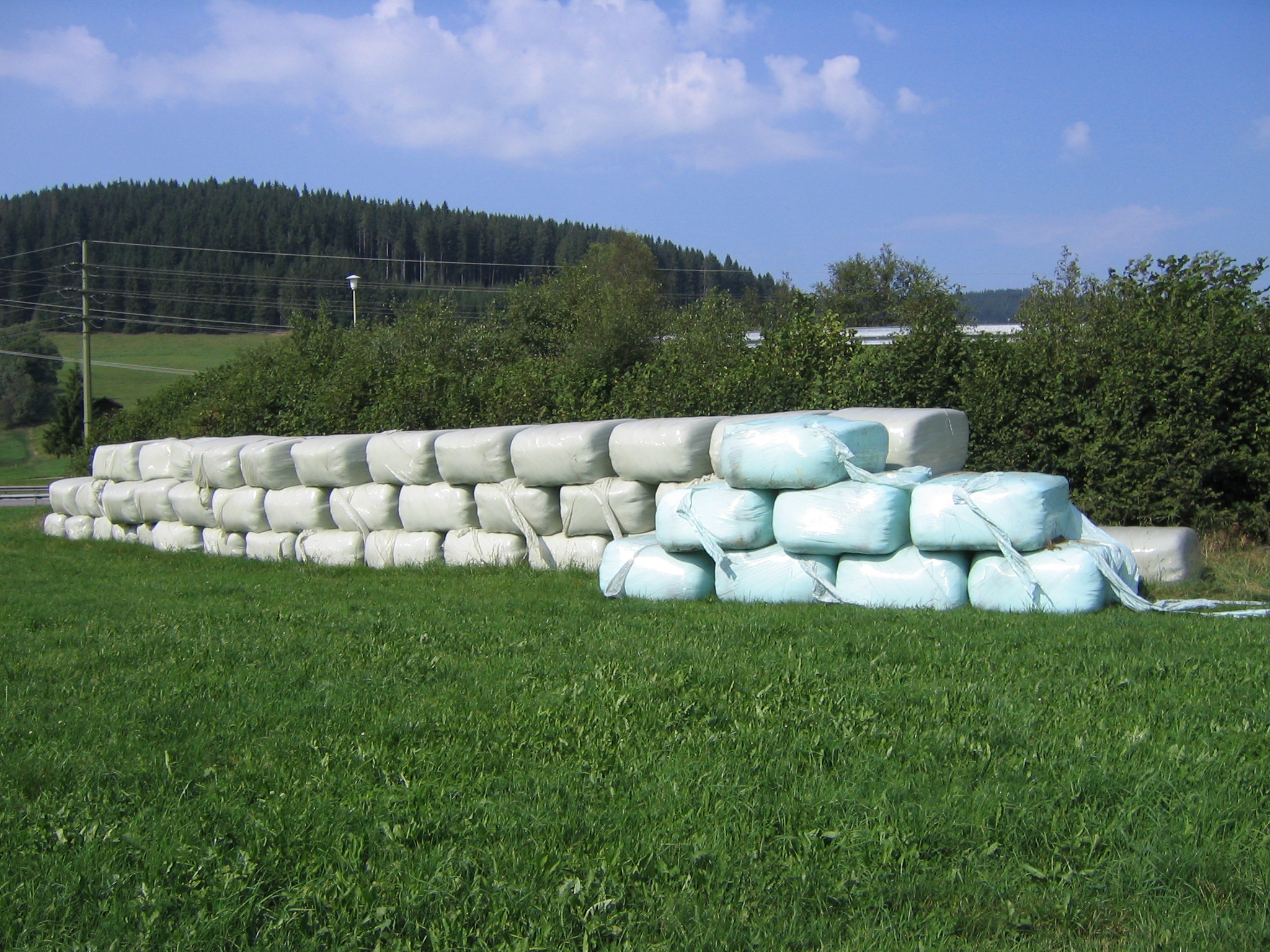
A ensilagem em fardos revestidos por filme plástico tende a substituir a fermentação em silos.

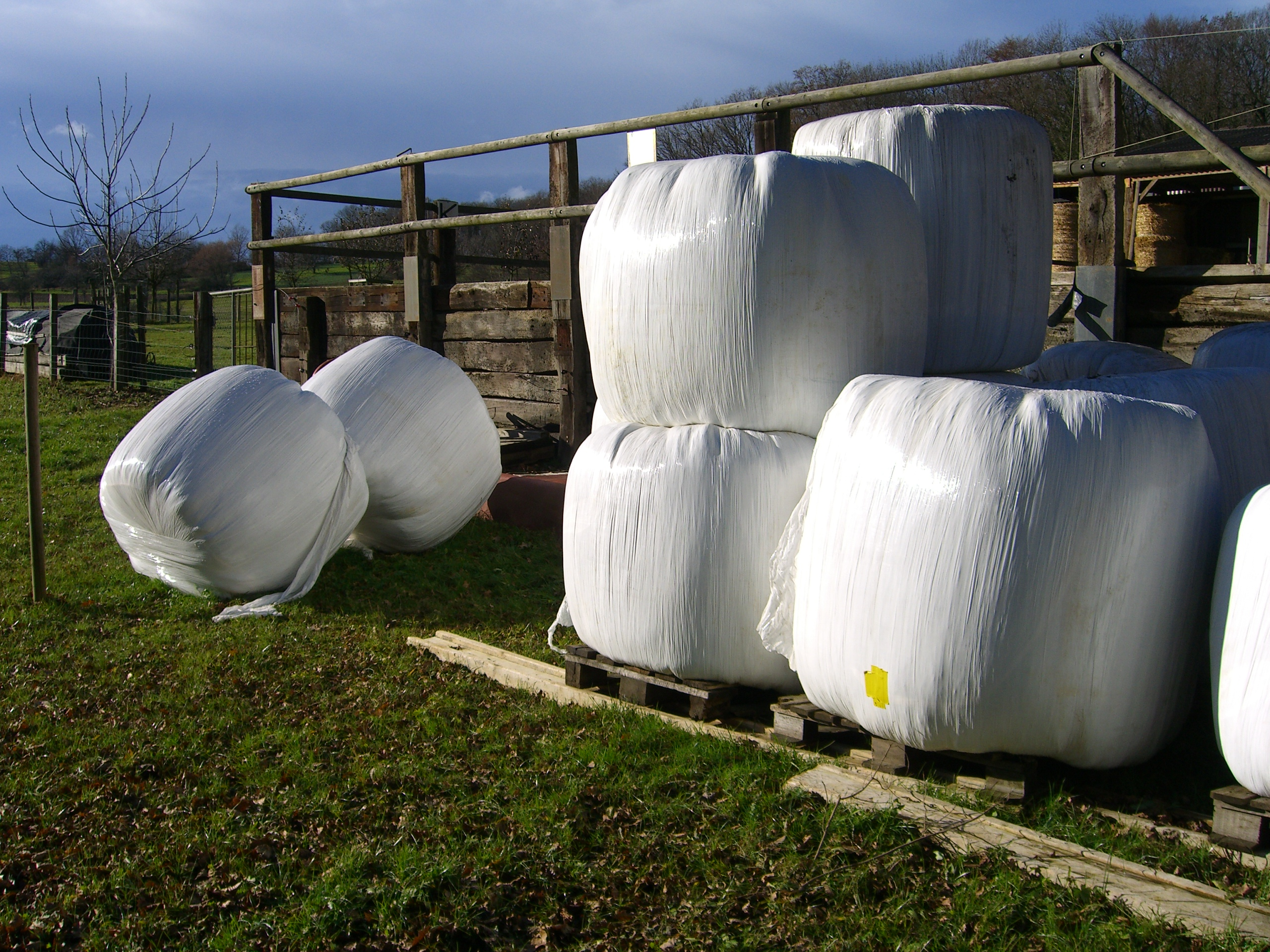
O revestimento com plástico branco acumula menos calor e permite uma mais fácil inspeção visual para deteção de rompimentos (aqui, próximo de Basileia, Suíça).

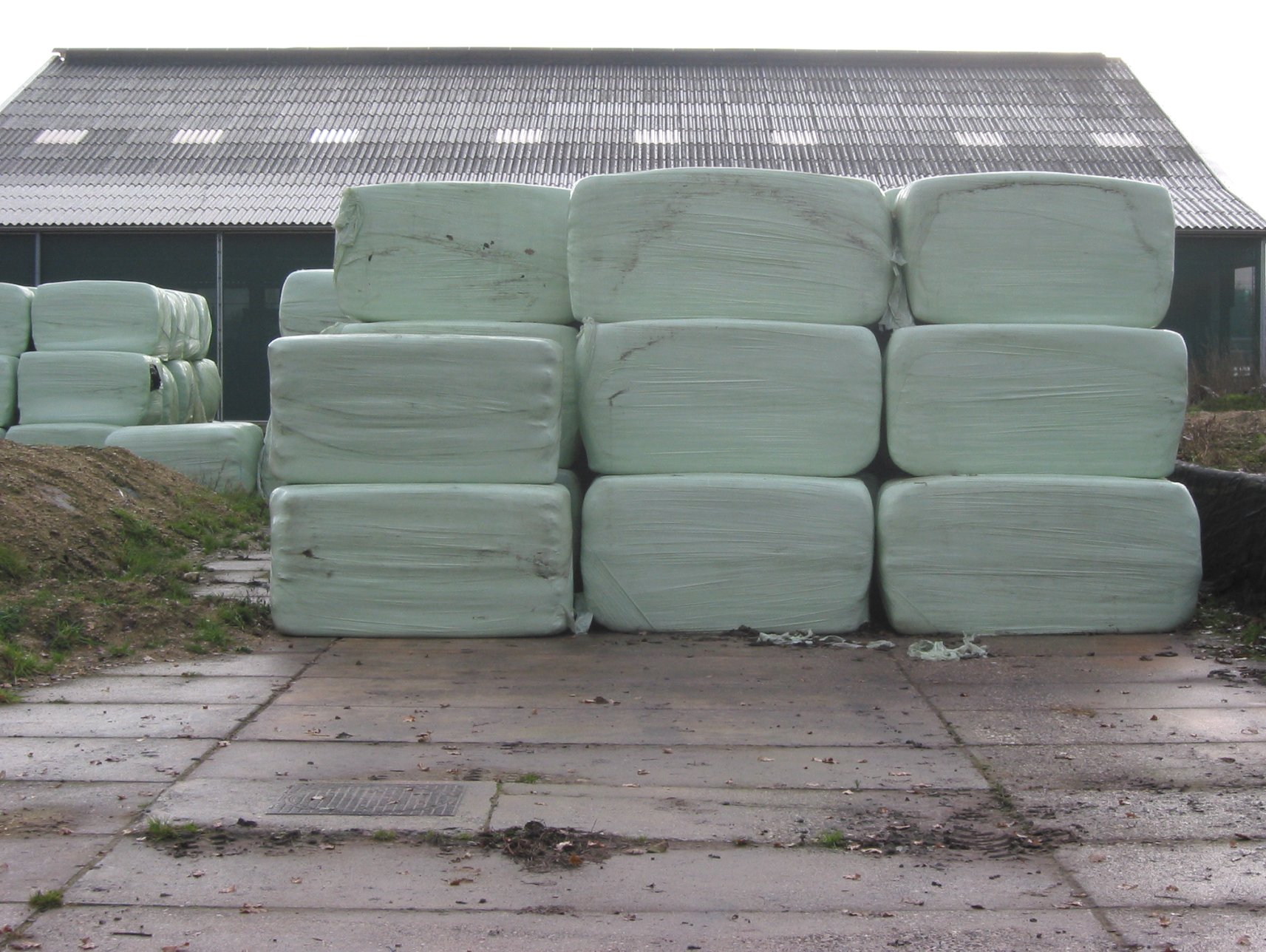
Os fardos podem ser retangulares, otimizando o armazenamento.

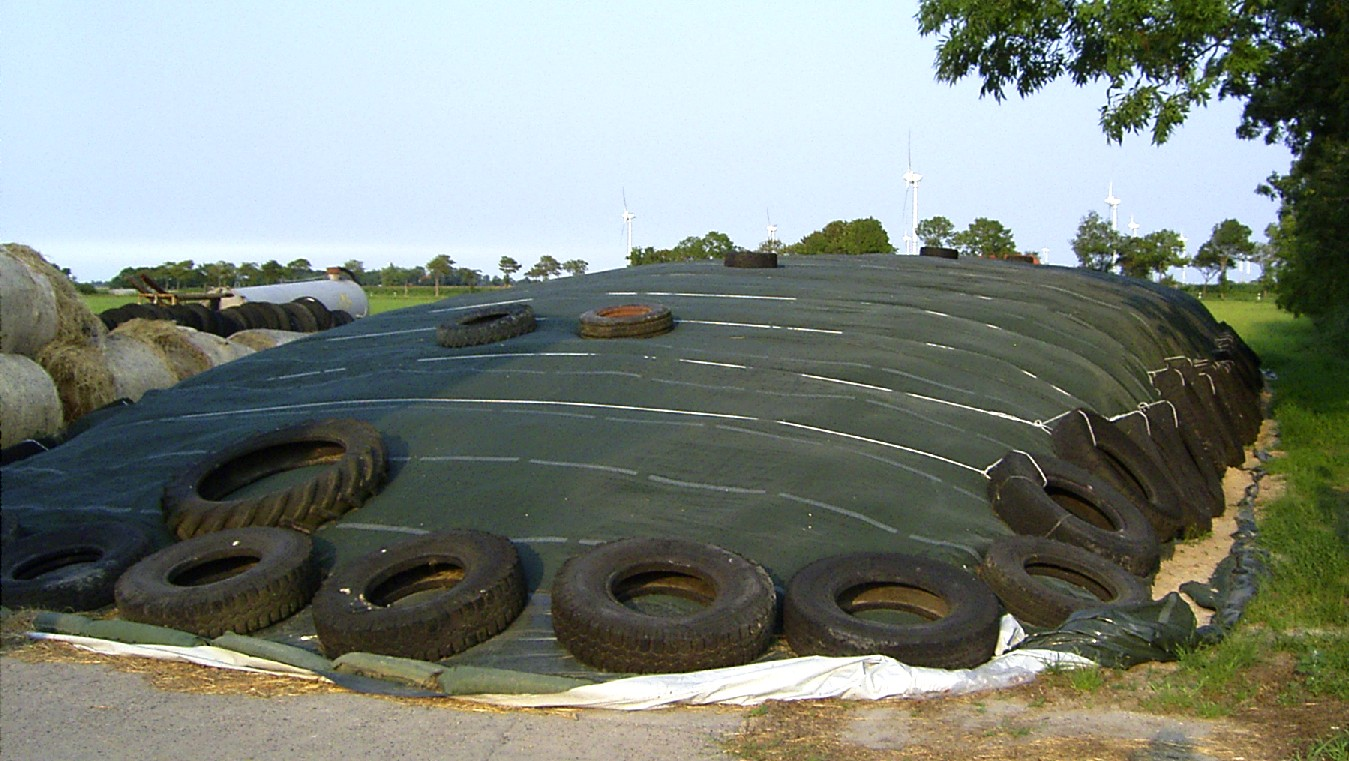
Silo semi-enterrado.

Ensilagem é um método de produção da silagem que se baseia na conservação de forragem para alimentação  animal baseado na fermentação láctica da matéria vegetal durante a qual são produzidos ácido láctico e outros ácidos orgânicos, o que causa a diminuição do pH até valores inferiores a 5 e a criação de anaerobiose. A acidificação e a anaerobiose interrompem o processo de degradação da matéria orgânica, que assim fica conservada, retendo as qualidades nutritivas do material original melhor que o feno. A matéria orgânica utilizada é em geral proveniente da colheita de plantações comerciais, usualmente leguminosas ou gramíneas, as quais são cortadas em pequenos fragmentos, os quais são armazenados em silos verticais ou trincheiras revestidas com plástico ou compactados em fardos herméticos revestidos por um filme de plástico hermético. O material resultante, designado também por silagem, é utilizado como alimento dos gados, em particular dos ruminantes, nas épocas de escassez de alimento natural.

## O armazenamento de forragens
As variações na produção de forragem ao longo de cada ciclo climático anual, em particular nas regiões com marcadas variações sazonais de temperatura do ar, disponibilidade de água no solo e insolação, tornam necessários os métodos de armazenamento e conservação das forragens produzidas nos meses de maior abundância para consumo nos tempos de escassez. Essa necessidade é central no funcionamento económico de sistemas de produção pecuária, em particular na manutenção de ruminantes dependentes de uma alimentação essencialmente vegetal, nas regiões de clima temperado e frio (com marcada escassez de produção vegetal durante o inverno) e nas regiões subtropicais com períodos de estiagem muito marcados, em que a produtividade estival (ou de época seca) é insuficiente.
Existem duas vias principais de armazenamento e conservação de forragems:
- A via seca – centrada nas técnicas da fenação, cujo resultado é o feno. A conservação é possível graças à dessecação, em geral unicamente sob a ação do Sol (secagem natural), mas podendo ser complementada com ar quente produzido por queimadores. O processo visa obter uma percentagem de humidade próxima dos 15% na forragem, o que assegura a sua estabilidade durante vários meses.
- A via húmida – centrada nas técnicas da ensilagem, cujo resultado final é a silagem. A técnica é aplicada às gramíneas forrageiras ricas em açúcares, como o milho forrageiro e algumas misturas pratenses, e a subprodutos da indústria agro-alimentar, como a polpa de beterraba, os bagaços de cerveja e materiais similares. Contudo, é difícil ter êxito na ensilagem de algumas forragens, como a alfafa, pobres em açúcares e com alto teor em azoto solúvel, composição que leva à produção de maus cheiros.

Nas vias de conservação atrás apontadas, apenas a segunda envolve processos microbiológicos de interesse, pois o processo de fenação apenas apela para duas condições: utilizar uma forrageira com baixo conteúdo em água e secá-la com o mínimo de perdas nutritivas. O objetivo é simplesmente retirar humidade como forma de impedir a proliferação de bactérias e fungos que possam conduzir ao apodrecimento.
A ensilagem é uma técnica de fermentação controlada, semelhante à utilizada na produção de múltiplos produtos da indústria agro-alimentar, que pode ser utilizada na estabilização por ação de bactérias e leveduras de múltiplos materiais, na sua maioria de origem vegetal. Assim, embora as técnicas da ensilagem possam ser aplicadas a produtos de origem animal, a sua riqueza proteica confere aos produtos obtidos características muitos distintas, razão pela qual o termo «silagem», pelo menos no contexto agronómico e da produção zootécnica, esteja em geral reservado aos produtos obtidos da fermentação de plantas, ou partes de plantas e seus subprodutos, que tenham quantidades suficientes de carboidratos para permitir a fermentação controlada e tendencialmente anaeróbia no interior de um compartimento fechado sem que sejam produzidos os produtos da degradação proteica típicos da putrefação.
Nestas condições, entende-se por ensilagem as alterações físico-químicas e organolépticas de uma forrageira ou alimento fermentescível armazenado na ausência de ar. O principal objetivo do processo de ensilagem é obter uma produção suficiente de ácido láctico de origem microbiana que permita a estabilização do produto e evite apodrecimento, ou seja a continuação da sua degradação por bactérias e fungos.
Nestas condições, o produto produzido, a «silagem», pode ser considerar como uma forragem de alto valor nutricional, preservada com um mínimo de perda de nutrientes em relação ao material fresco que lhe deu origem. A fermentação ocorre dentro de um silo, de um fardo ou de outra qualquer estrutura de confinamento hermética e pode ser controlada com uso dos aditivos biológicos, nomeadamente os inoculantes de silagens, ou com a adição de açúcares ou sais.
Em muitas regiões produtoras de carne e leite, a silagem é frequentemente o principal alimento de inverno ou de estiagem de ruminantes, o seu fornecimento compensando a baixa produção de pasto nestas épocas. Muito embora não seja o tipo de alimentação mais adequada, é frequente o seu uso para a manutenção de equinos e suínos em períodos de carência de melhores fontes de alimentação.

## Técnica
A técnica de ensilagem a utilizar depende de múltiplos fatores, entre os quais as características da matéria vegetal a utilizar, a disponibilidade de equipamentos de corte e de armazenamento (silos), as quantidades a produzir e o destino do produto. Contudo, um dos fatores determinantes é o teor em matéria seca da matéria vegetal a ensilar, o qual para além de determinar as técnicas a utilizar, influencia fortemente a qualidade alimentar do produto final e o período e condições de armazenamento.
Com valores muito elevados de matéria seca, normalmente obtidos por pré-secagem da matéria vegetal utilizando sopradores alimentados com ar aquecido pela queima de um gás combustível ou de um hidrocarboneto líquido, é possível produzir silagens muito secas (conhecidas pelo anglicismo haylage, um derivado de hay, "feno" e lage, de silage, "silagem"). Este tipo de silagem apresenta cerca de 50% de matéria seca e baixo teor em ácido láctico pelo que a sua conservação implica silos-torre para limitar o contacto com o ar. Naquele silos é a espessura do conjunto que garante a anaerobiose (privação de ar) e a manutenção da secura, já que este tipo de silagem é higroscópica, absorvendo rapidamente humidade a partir do ar ambiente. A técnica, desenvolvida nos Estados Unidos, requer um importante investimento (silo, mecanismo de ensilagem, soprador para secagem) pelo que é pouco comum na Europa e em outras regiões agrícolas. Um efeito similar pode ser obtido embalando o material seco em fardos redondos fortemente compactados e hermeticamente envolvidos por um filme plástico resistente (a anaerobiose consegue-se mediante a compactação e o envolvimento com uma membrana plástica impermeável ao ar).
Com valores de matéria seca abaixo dos 40% surgem as técnicas mais comuns de produção de silagem. A técnica mais utilizada é a do silo em corredor (ou trincheira), no qual a forragem é introduzida picada em partículas, cujo comprimento médio varia entre os 2 e os 5 centímetros, as quais são armazenadas sobre um fundo impermeável, em camadas sucessivas sobre uma zona entre dois muros de betão. Cada camada é sucessivamente compactada usando um trator que roda sobre o material colocado na trincheira. A compactação permite expulsar grande parte do ar intersticial, situação que é mantida recobrindo a trincheira com uma capa de polietileno mantida em posição por recobrimento com terra, pneus usados, pedras e outros materiais que possam manter a compactação e evitar a perda da anaerobiose gerada pelo consumo do oxigénio remanescente no ar intersticial durante a fase inicial de fermentação. Uma variante desta técnica se é utilizada quando se não têm paredes ou fundo para delimitar o silo (comum na silagem de polpa de beterraba), sendo simplesmente escava uma cova alongada, revestida a polietileno, na qual se depositam as camadas de silo que depois são compactadas e recobertas como atrás descrito.
Embora a percentagem de matéria seca varie amplamente na silagem, é possível estabelecer os valores ótimos para chegar a uma forragem de melhor qualidade. Esse ótimo depende das características intrínsecas do material vegetal, particularmente do seu teor em açúcares, proteína e fibras não digeríveis.
No caso do milho forrageiro, uma das fontes mais comuns de silagem, o teor ótimo está entre os 30 e os 35% de matéria seca. Estes valores podem ser obtidos pela maturação natural da planta inteira até ao início do amarelecimento das folhas. Nesta etapa do ciclo vegetativo dos milhos, o conteúdo em açúcares solúveis, o equilíbrio entre o grão e o talo, a facilidade de compactação e o desenvolvimento anaeróbico são mais favoráveis.
Quanto às gramíneas forrageiras e às misturas de ervas leguminosas, embora sejam desejáveis valores de matéria seca similares aos do milho forrageiro, esse objetivo poucas vezes é atingido pois o conteúdo de matéria seca da erva, mesmo quando já em marcado emurchecimento raramente ultrapassa os 12 a 15% em termos ponderais. Contudo, mediante secagem no campo (pré-fenação), pode-se aumentar este conteúdo até aos 20 a 25%. Contudo, esta operação pode comportar riscos, pois requer um mínimo de três dias ensolarados seguidos (o que nem sempre se logra nas condições meteorológicas típicas do período primaveril, altura em que a disponibilidade de erva e o seu teor em açúcares é maior. Em caso de impossibilidade de pré-secagem, é possível a ensilagem direta de gramíneas, mas um conteúdo em matéria seca significativamente inferior a 20% dará lugar à perda dos sucos depois da construção do silo. A ensilagem de gramíneas forrageiras na primavera, apesar de produzir forragens mais ricas que o feno, é também mais difícil de levar à prática. A riqueza em proteínas e em açúcares solúveis diminui rapidamente com o fim da primavera. Atrasar a colheita devido a condições meteorológicas desfavoráveis conduz a uma significativa diminuição da qualidade da forragem.
Em todos os casos, a produção de forragem de qualidade está condicionada pelo conteúdo mínimo de açúcares solúveis, que são transformados em ácido láctico e propiónico pelas bactérias lácticas presentes de forma natural na forragem. São estes ácidos orgânicos que atuam como conservantes, garantido o não apodrecimento da silagem. Contudo, a produção de ácidos não depende apenas do teor inicial de açúcares, sendo influenciada pela qualidade da compactação, pela rapidez da formação do silo e pelo desenvolvimento da acidificação anaeróbia.
Outro fator que determina a qualidade é o tamanho dos fragmentos das forragens que se guardam. Esse fator é determinante quando as forragens conservados desta maneira se destinam à alimentação de ruminantes. Forragens demasiado curtas, em que predominem pedaços com uma média de comprimento inferior a um centímetro, sobretudo no que respeita ao milho, não permitem uma boa ruminação aos animais cujo principal alimento seja a silagem, podendo conduzir a uma alteração metabólica denominada acidose, muitas vezes fatal.

## Processo Fermentativo
A ensilagem ocorre em quatro etapas distintas: a fermentação aeróbia, a fase intermediária, fermentação anaeróbia e a fase de estabilização. 
Fase 1 – Fermentação Aeróbia: essa etapa ocorre até o processo de compactação e vedação do silo, no qual todo o oxigênio é retirado do sistema. Nessa fase, microrganismos aeróbios realizam respiração, consumindo glicose e gerando dióxido de carbono.
Fase 2 – Fase intermediária: com a vedação completa do silo e retirada de todo o oxigênio, o sistema se torna anaeróbio e, nessas condições, as bactérias fermentadoras anaeróbias começam a se desenvolver.
Fase 3 – Fermentação Anaeróbia: fase mais importante de todo o processo de silagem, na qual bactérias láticas consomem glicose e produzem ácido lático (fermentação lática), um ácido forte que faz com que todo o pH do sistema diminua consideravelmente. O processo pode ocorrer através da homofermentação (1 molécula de glicose formando 2 moléculas de ácido lático) ou da heterofermentação (1 molécula de glicose formando 1 única molécula de ácido lático, etanol e dióxido de carbono). Nessa fase, pode ocorrer também uma fermentação indesejada através de leveduras e outras bactérias que podem se desenvolver devido à possível má vedação do silo. Essa fermentação indesejada diminui o valor nutricional do silo ainda mais.
Fase 4 – Fase de Estabilização: Fase onde, como o próprio nome já diz, o processo se estabiliza, havendo a inibição da fermentação devido ao baixo pH. A partir desta etapa, o silo já pode ser utilizado.
É importante destacar, então, que o valor nutricional da silagem sempre será menor que da planta forrageira utilizada inicialmente. Isso se dá devido ao consumo de glicose na respiração e na fermentação.

Fonte: Rianiveterinaria.

## Aditivos autorizados
As técnica de ensilagem e as normas regulamentares da maior parte dos países permitem a adição de conservantes destinados a aumentar a rapidez da acidificação, a estabilidade e a vida útil da silagem. Estes aditivos autorizados são de três tipos:
- Inóculos — inoculantes biológicos (bactérias lácticas selecionadas, com ou sem adição de açúcares solúveis) que aumentam a fermentação láctica. Exemplos deste inóculos são as estirpes selecionadas de Lactobacillus plantarum ou as inoculações que incluem a introdução na silagem de estirpes selecionadas de Lactobacillus buchneri, Enterococcus faecium e Pediococcus.
- Acidificantes — ácido fórmico e diferentes sais ácidos que causam a acidificação artificial da forragem.
- Bacteriostáticos — cloreto de sódio e outros sais que aumentam a osmolaridade da componente solúvel da silagem e limitam o crescimento de bactérias e a fermentação alcoólica durante o consumo da forragem pelos animais.

## Riscos ambientais e sanitários
A silagem de forragem é um método de conservação biológico frequentemente comparado com a fabricação de chucrute, mas apesar disso as medidas de higiene não são as mesmas. Existem vários riscos que devem ser minorados:
- Risco de botulismo — relacionado com a possível presença de cadáveres de pequenos animais, nomeadamente roedores, nos fardos de forragem ou no silo.
- Risco de intoxicação por toxinas fúngicas ou bacterianas — é um risco para os animais que consomem os produtos de uma ensilagem mal feita, nomeadamente quando estejam presentes aflatoxinas.
- Risco de listeria — comum em silagem mal acidificada que permite o crescimento de bactérias do género Listeria, o qual pode ter grande impacte, sobretudo nas explorações leiteiras que produzam queijos de leite cru. Também existe o risco de meningite para o gado vacum jovem alimentado com silagem de milho e submetido a stress, nomeadamente por condições de cria deficientes, mudança repentina da dieta, entre outros factores.
- Risco de produção de etanol — composto tóxico para os ruminantes, em geral resultante de uma fermentação alcoólica resultante do incorreto isolamento do silo ou da lâmina de plástico, permitindo a entrada de ar por incapacidade de manter a selagem hermética.
- Risco de presença excessiva de bactérias butíricas — causado pela incorporação de terra na forragem durante a colheita. Estas bactérias são em geral inócuas para os animais e para os seres humanos, mas são prejudiciais para a produção do queijo, sendo responsáveis pela presença de maus sabores nos queijos suaves e do inchaço e rebentamento dos queijos de pasta prensada e cozida, tais como o Emmental. Estas bactérias podem multiplicar-se e formar esporos resistentes nas silagens contaminadas. O mesmo problema ocorre nas colheitas de feno com resíduos de terra que se mantenham humedecidas.
- Risco de contaminação — o líquido produzido pela silagem de vegetais demasiado húmidos é ácido, corrosivo, rico em odores desagradáveis e com elevado potencial de causar eutrofização quando atinja rios ou lagos.
- Risco de saturnismo — os lixiviados de silagem, muito ácidos e corrosivos, podem facilitar a migração e aumentar a biodisponibilidade dos contaminantes metálicos, incluindo o chumbo, acumulados no solo e nos materiais constituintes do silo e dos recipientes utilizados na manipulação da silagem.

## Lavouras para silagem
Diversas lavouras diferentes podem ser ensiladas, dependendo da disponibilidade de recursos e espaço do produtor rural. Os principais tipos de silagem são:
- Silagem de milho

Muito utilizada no Brasil e conhecida pela riqueza nutricional.
- Silagem de sorgo

Mais barata que a silagem de milho, porém também tem um valor nutricional mais baixo.
- Silagem de capim

Cada vez mais comum no Brasil, é a lavoura mais barata para produção de silagem.

## Ligações externas

Métodos de ensilagem
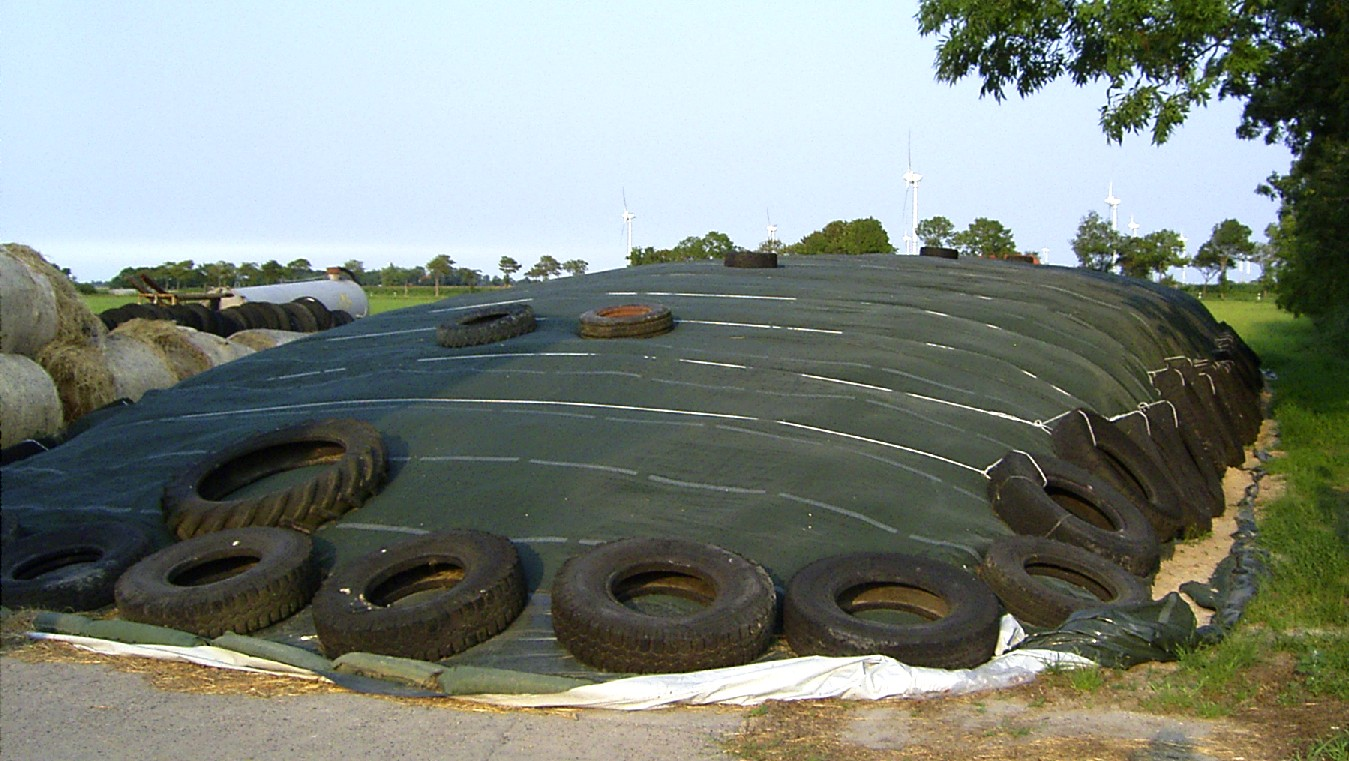
Silo-trincheira sem paredes laterais instalado sobre uma placa betonada. A cobertura é feita com folha plástica, mantida no lugar por pneus usados.
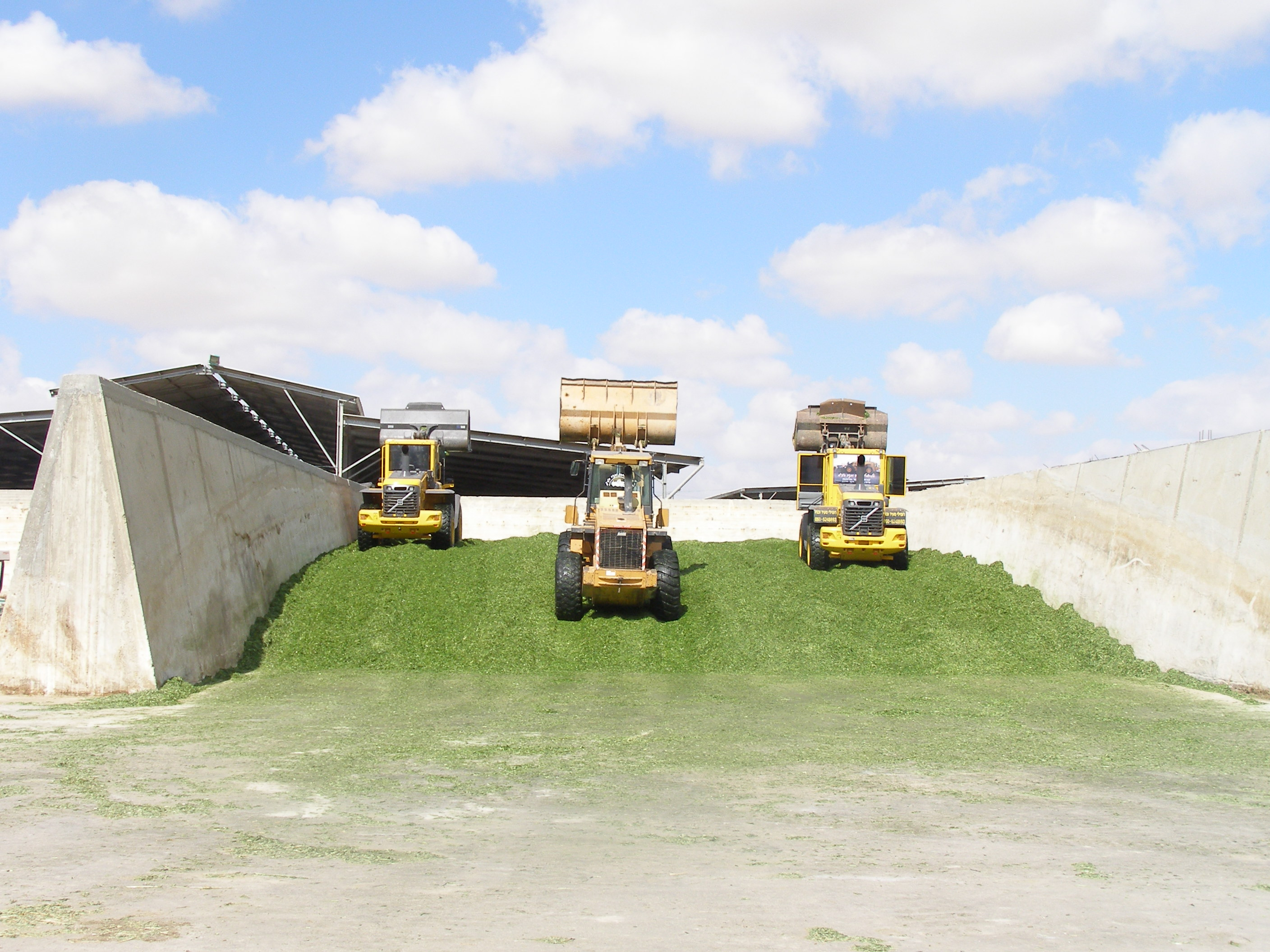
Silo-trincheira com paredes laterais.
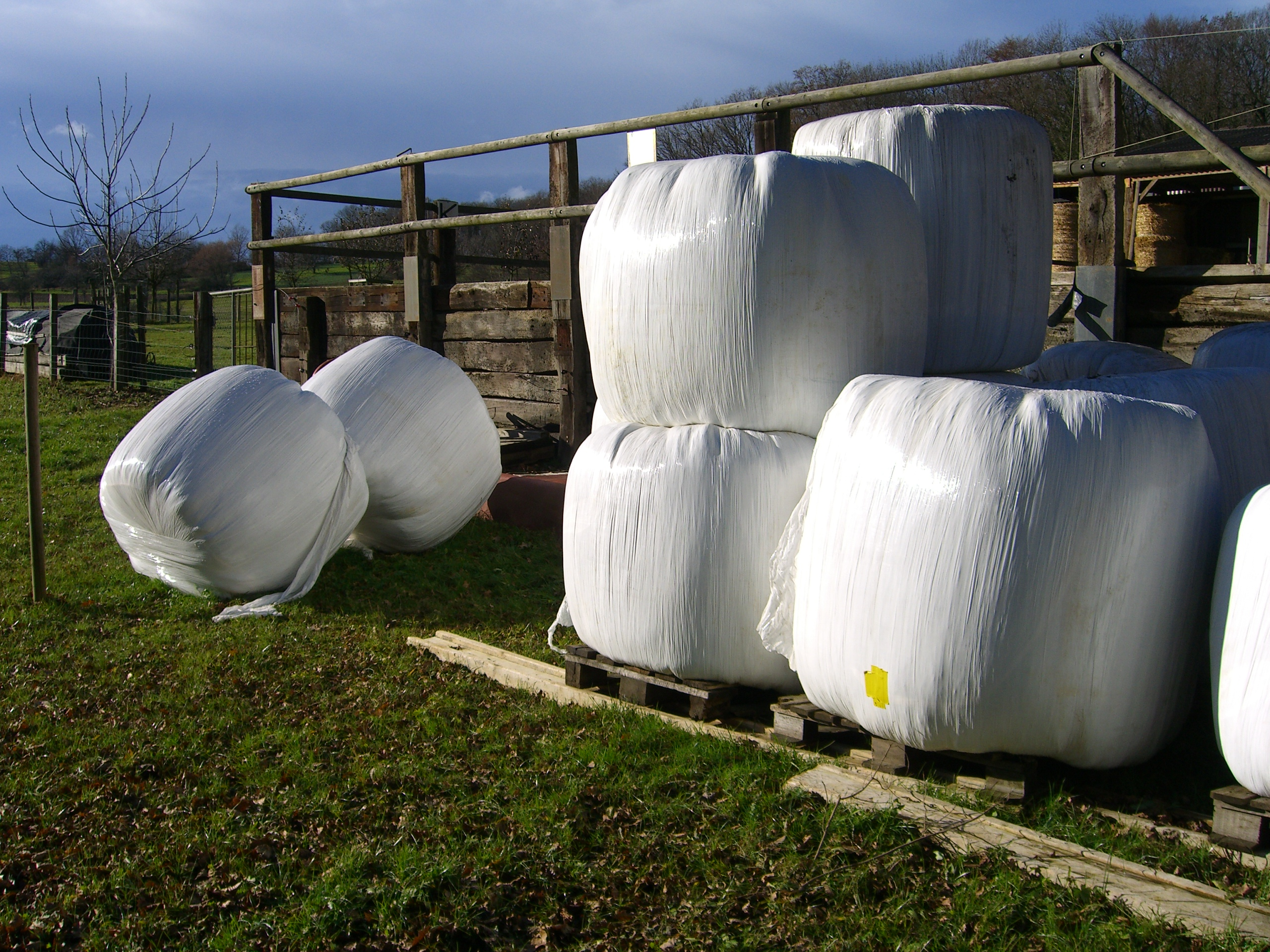
Fardos redondos.
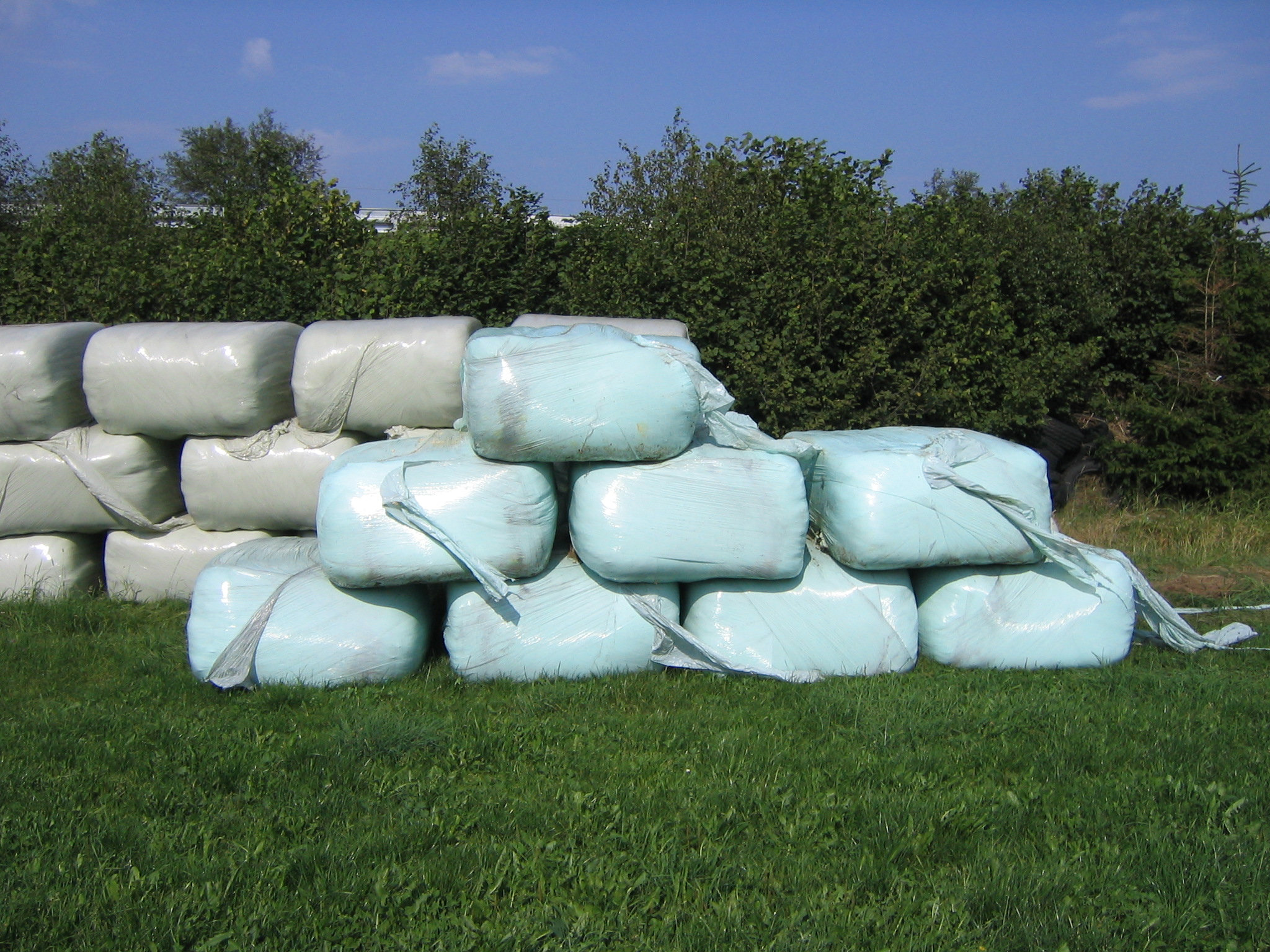
Fardos de faces retangulares.
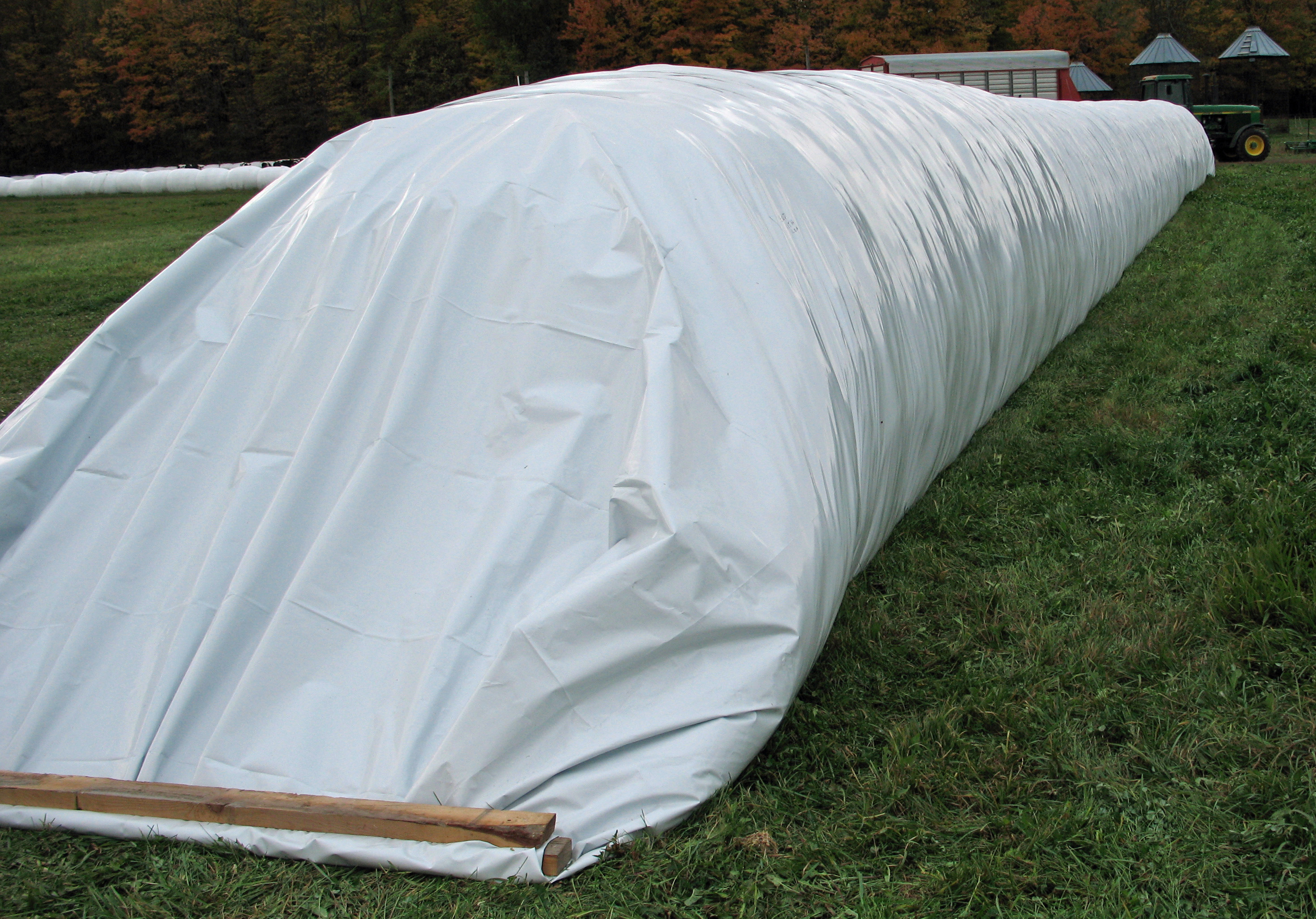
Silo em manga.
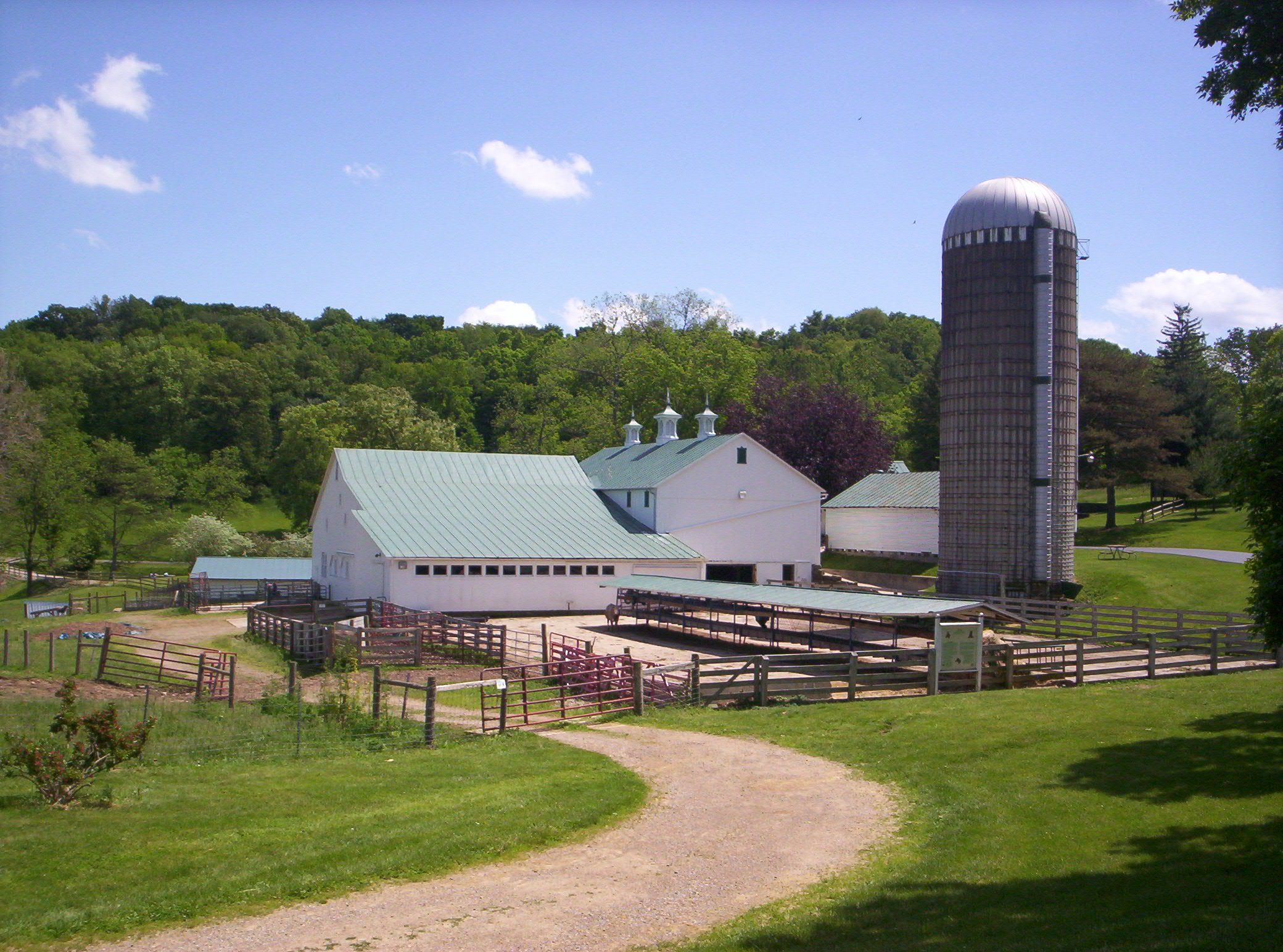
Silo-torre para silagem de erva.